# KBS 연중기획 기억을 기록하다
KBS 연중기획 기억을 기록하다는 KBS 1라디오(전국, 수도권 기준 FM 97.3MHz, AM 711kHz)에서 방송되는 근현대사 다큐 라디오 프로그램이다. 진행자는 배창복 아나운서이며, 방송시간은 매일 아침 7시 56분, 오후 4시 56분이다.

## 프로그램 소개
- 당사자의 목소리로 듣는 근현대사 오디오 다큐멘터리